# Човићи (Оточац)
Човићи су насељено мјесто у Лици. Припадају граду Оточцу, Личко-сењска жупанија, Република Хрватска.

## Географија
Човићи су удаљени око 7 км југоисточно од Оточца. Налази се на десној обали ријеке Гацке, на државном путу Оточац-Госпић.

## Култура

### Говор
Становници углавном говоре чакавским нарјечјем, као и остала насеља с претежито католичким становништвом Гацке долине.

## Становништво
Према попису из 1991. године, насеље Човићи је имало 922 становника. Према попису становништва из 2001. године, Човићи су имали 701 становника. Човићи су према попису становништва из 2011. године, имали 560 становника.
| Демографија | Демографија | Демографија |
| Година      | Становника  | Становника  |
| ----------- | ----------- | ----------- |
| 1971.       | 939         |             |
| 1981.       | 861         |             |
| 1991.       | 922         |             |
| 2001.       | 701         |             |
| 2011.       |             | 560         |

## Попис 1991.
На попису становништва 1991. године, насељено место Човићи је имало 922 становника, следећег националног састава:
| Попис 1991.‍ | Попис 1991.‍ | Попис 1991.‍ | Попис 1991.‍ | Попис 1991.‍ |
| ----------- | ----------- | ----------- | ----------- | ----------- |
|             |             |             |             |             |
| Хрвати      | Хрвати      |             | 911         | 98,80%      |
| Срби        | Срби        |             | 3           | 0,32%       |
| Македонци   | Македонци   |             | 2           | 0,21%       |
| непознато   | непознато   |             | 6           | 0,65%       |
| укупно: 922 |             |             |             |             |